# سعيد بلمختار
سعيد بلمختار (بالأوكرانية: Белмохтар Саїд)‏ هو لاعب كرة قدم أوكراني في مركز الهجوم، ولد في 25 أبريل 1984 في ألماتي في كازاخستان. لعب مع تشورنومورتس أوديسا.

## وصلات خارجية
- سعيد بلمختار على موقع اتحاد أوكرانيا (الإنجليزية)
- سعيد بلمختار على موقع قاعدة بيانات كرة القدم.إي يو (الإنجليزية)
- سعيد بلمختار على موقع Soccerway.com (الإنجليزية)